# 계응상대학
계응상대학(桂應祥大學)은 조선민주주의인민공화국 황해북도 사리원시에 위치한 농과대학이다. 1959년 9월 1일에 사리원농업대학이라는 명칭으로 설립되었으며, 1990년 10월 31일에 유전학자이자 잠학자인 계응상의 업적을 기리기 위해서 학교명을 현재의 명칭으로 바꾸었다.

## 출신 인물
- 싱하이밍